# Cóc kèn
Cóc kèn (danh pháp: Derris trifoliata) là loài thực vật thuộc chi Derris.
Hoạt chất rotenoid 6aα,12aα-12a-hydroxyelliptone được tìm thấy trong dây cóc kèn.
Ấu trùng của loài Hasora hurama ăn cây cóc kèn.

## Hình ảnh

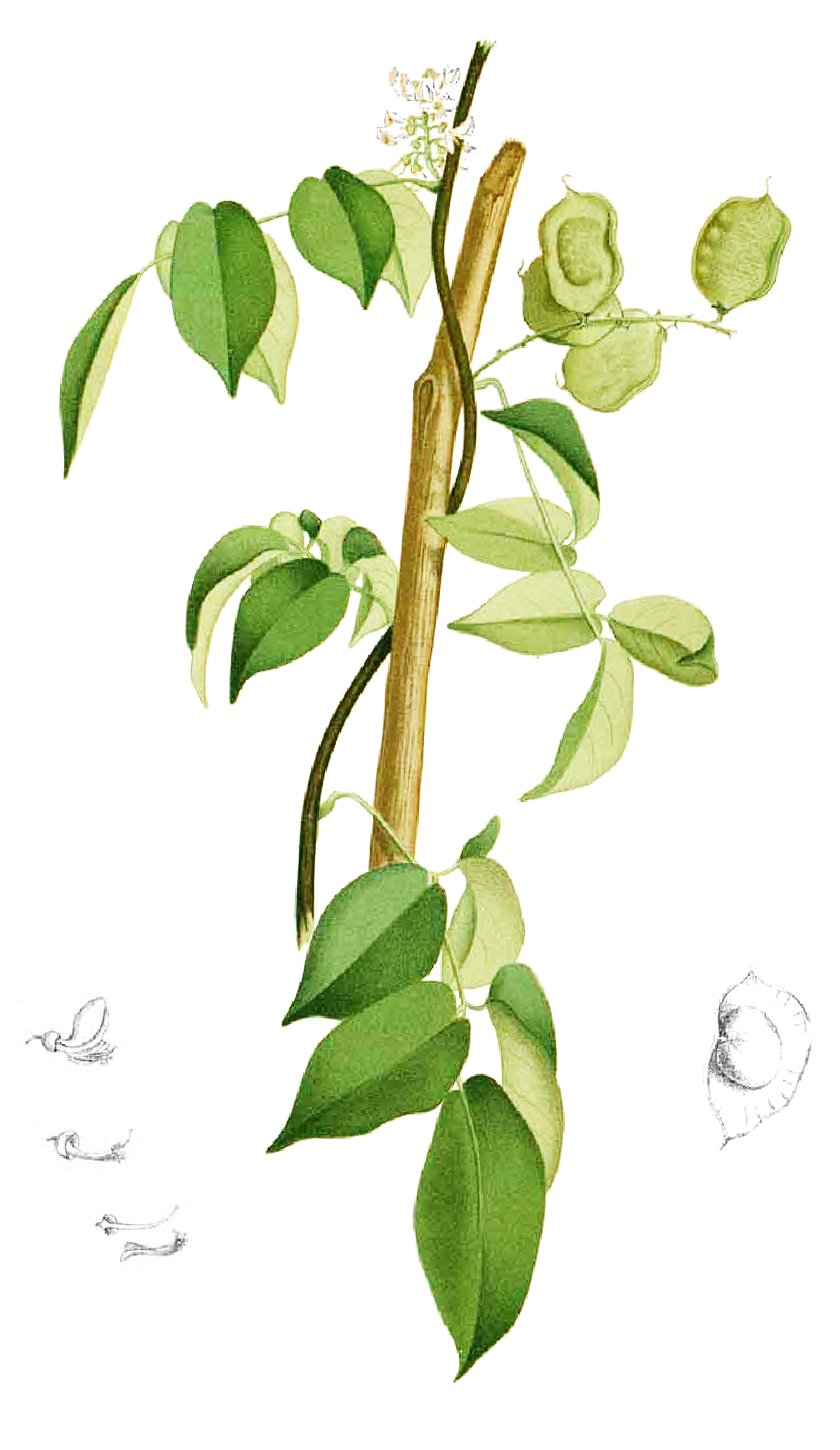
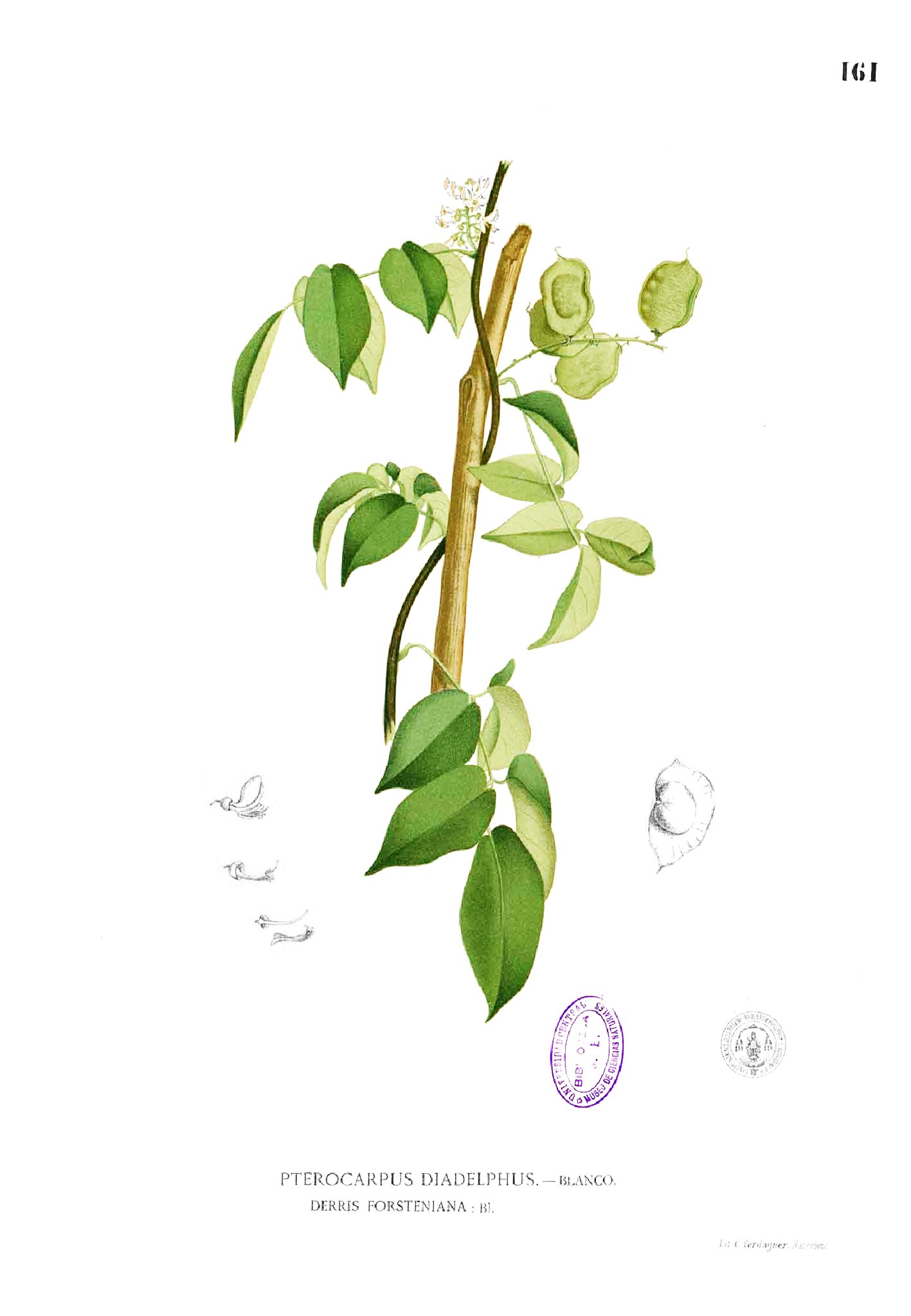
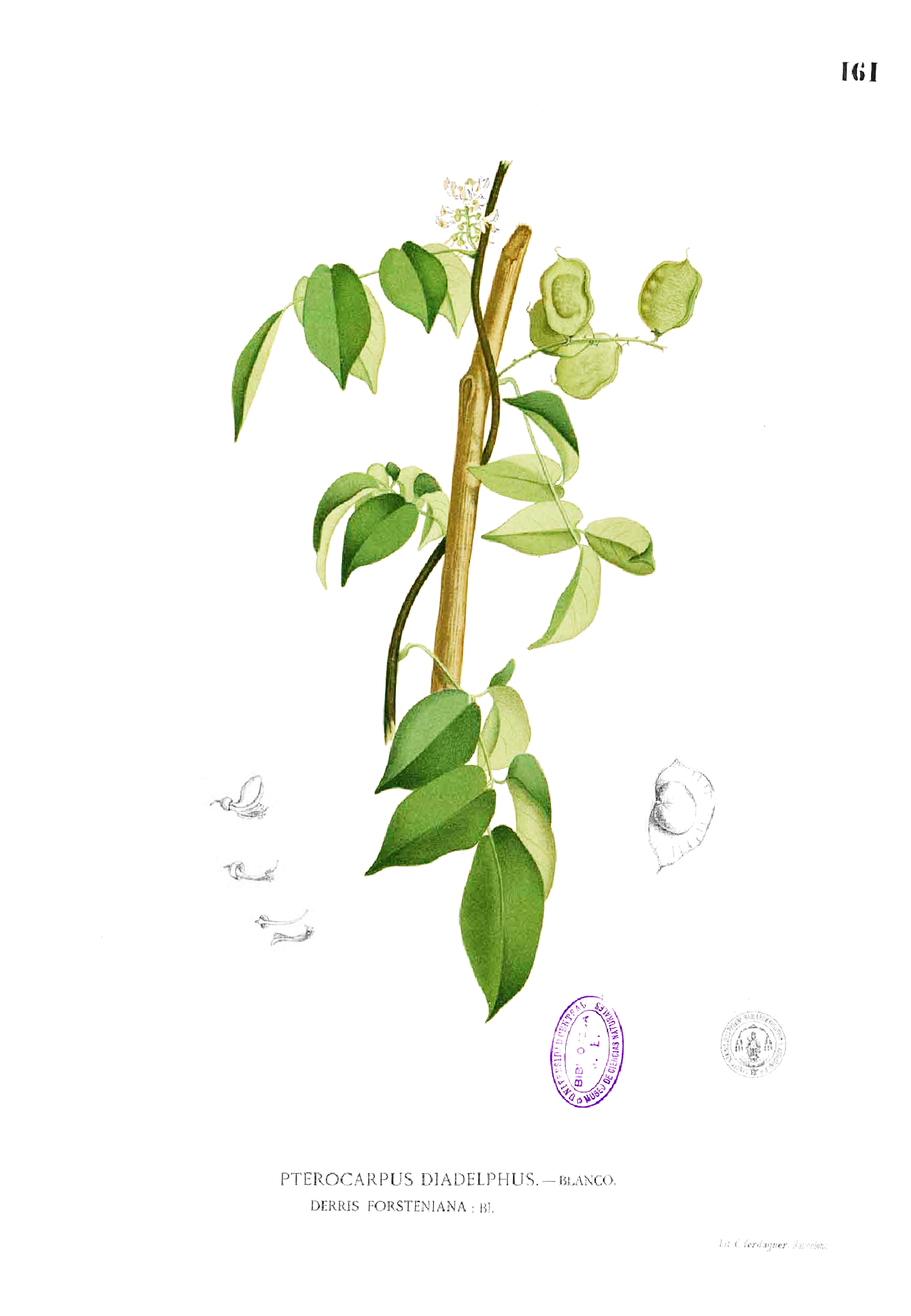
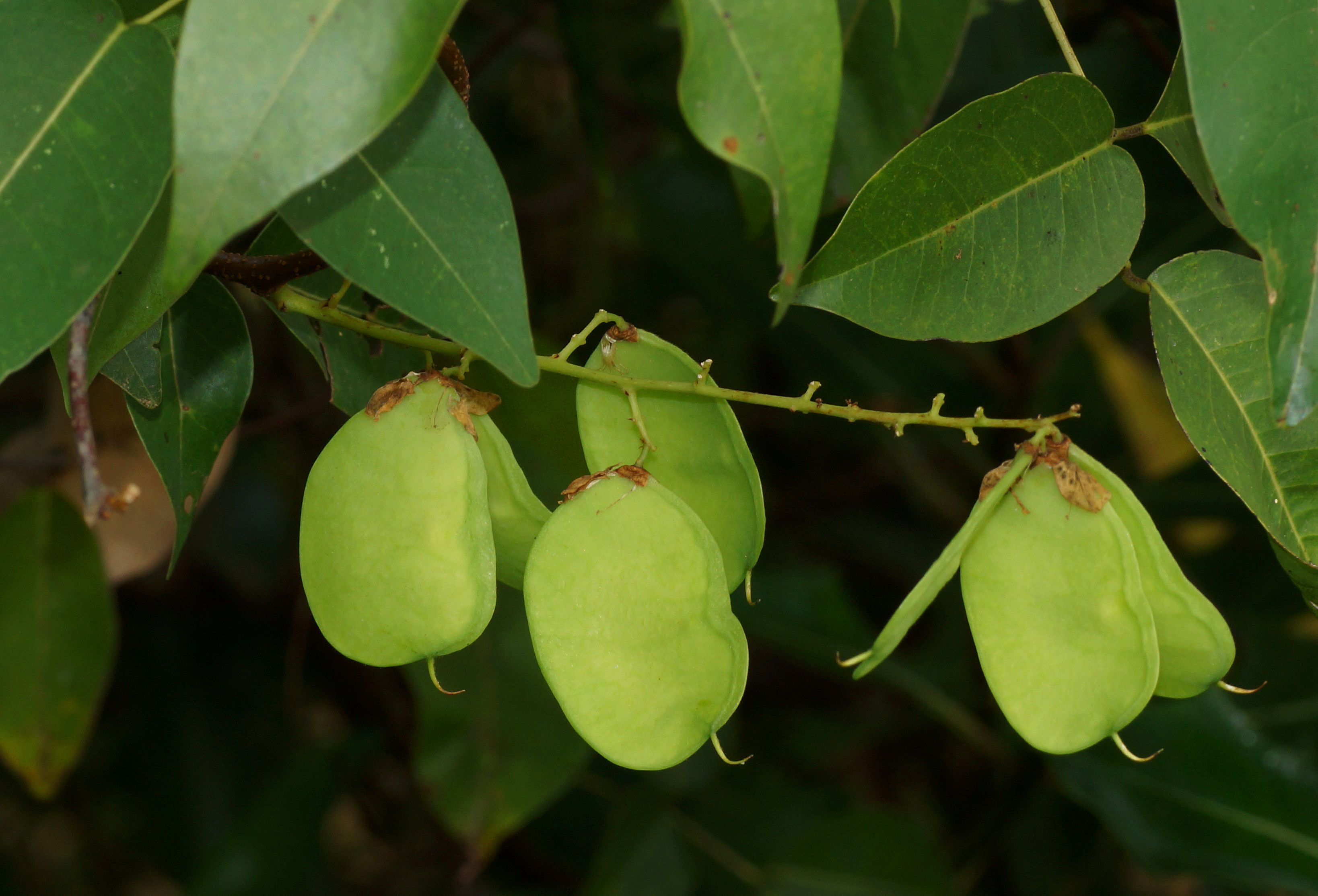